# Handwara
Handwara (o Handawor, Handawer) è una città dell'India di 10.624 abitanti, situata nel distretto di Kupwara, nel territorio del Jammu e Kashmir. In base al numero di abitanti la città rientra nella classe IV (da 10.000 a 19.999 persone).

## Geografia fisica
La città è situata a 34° 23' 60 N e 74° 16' 60 E e ha un'altitudine di 1.581 m s.l.m..

## Società

### Evoluzione demografica
Al censimento del 2001 la popolazione di Handwara assommava a 10.624 persone, delle quali 5.830 maschi e 4.794 femmine. I bambini di età inferiore o uguale ai sei anni assommavano a 1.396, dei quali 698 maschi e 698 femmine. Infine, coloro che erano in grado di saper almeno leggere e scrivere erano 5.710, dei quali 3.871 maschi e 1.839 femmine.